# Tectaria inopinata
Tectaria inopinata är en ormbunkeart som beskrevs av Holtt. Tectaria inopinata ingår i släktet Tectaria och familjen Tectariaceae. Inga underarter finns listade.